# Rajska jabłoń (powieść)
Rajska jabłoń – powieść Poli Gojawiczyńskiej z 1937 roku. Kontynuacja powieści Dziewczęta z Nowolipek z 1935 roku.
Treścią powieści są dalsze losy bohaterek Dziewcząt z Nowolipek, której jako już dojrzałe osoby, z trudem, ale i z odwagą szukają prawdy o swoim miejscu w życiu.

Powieść już w roku pierwszego wydania cieszyła się uznaniem. Pisano o niej m.in.: 

Świetnie opracowana i bardzo głęboka książka odbiega daleko pod względem „dojrzałości pisarskiej“ nawet od „Dziewcząt z Nowolipek“, których jest kontynuacją. Nowe śmiałe poglądy na temat ustosunkowania człowieka do życia, oryginalna kompozycja, plastyczny i żywy styl tworzą z „Rajskiej jabłoni“ utwór nieprzeciętny, stanowiący poważną pozycję w naszej współczesnej beletrystyce.

„Rajska jabłoń“ jest książką o miłości, złej i dobrej, zdobywczej i uległej miłości. Dziwna to książka, czarowna i pełna powabu. Nie łatwo jest otrząsnąć się z jej czaru, kiedy się ją raz wzięło do ręki...